# Außenhandelsbetrieb
Außenhandelsbetriebe (oder Außenhandelsunternehmen) sind Handelsunternehmen, deren Kerngeschäft aus Export, Import oder Transithandel (Außenhandel) von Gütern und Dienstleistungen besteht.

## Allgemeines
Betriebszweck des Außenhandelsbetriebs ist der Export von im Inland durch Eigenfertigung oder Fremdfertigung hergestellten Wirtschaftsobjekten ins Ausland oder der Import aus dem Ausland und dessen Wiederverkauf nach etwaiger Weiterverarbeitung im Inland. Werden Außenhandelsfunktionen direkt von einem Produktionsbetrieb wahrgenommen, spricht man vom direkten Außenhandel, während der zwischengeschaltete selbständige Außenhandelsbetrieb indirekten Außenhandel betreibt. Wenn der Außenhandelsbetrieb direkt mit dem Import oder Export befasst ist, gilt er als Importeur oder Exporteur. 
Typisches Berufsbild in Außenhandelsbetrieben ist der Kaufmann im Groß- und Außenhandel, die Betriebe sind Erkenntnisobjekt der Außenhandelsbetriebslehre.

## Know-how
Außenhandelsbetriebe müssen über spezifisches Know-how im Außenhandel verfügen. Dazu gehören Fachkenntnisse über die zu überbrückenden räumlichen Entfernungen, Fremdsprachenkenntnisse, über das Transportproblem sowie Kenntnisse über unterschiedliche politische, rechtliche und wirtschaftliche Systeme.
Hieraus resultieren außenhandelstypische Risiken, die im reinen Binnenhandel nicht oder lediglich abgeschwächt vorhanden sind wie Länderrisiko (Transferstopprisiko, Moratoriumsrisiko), Lieferrisiken, politische Risiken, Transportrisiko, Wechselkursrisiko, Zahlungsrisiko, Zahlungsverbotsrisiko sowie interkulturelle Verständigungsrisiken. Die meisten Risiken lassen sich durch eine Exportkreditversicherung (Hermesdeckungen) absichern. Zahlungsrisiken können durch Anzahlungen, Vorauszahlungen oder Zahlungsgarantien gemindert oder beseitigt werden (beim Exporteur), Lieferrisiken durch Ausfallgarantien, Liefergarantien oder Vertragserfüllungsgarantien (beim Importeur). Das Bankwesen hat zudem außenhandelstypische Absicherungen geschaffen (etwa Akkreditiv oder Dokumenteninkasso). Kreditinstitute führen darüber hinaus im internationalen Zahlungsverkehr die Zahlungsströme durch, indem sie die Zahlung des zahlungspflichtigen Importeurs beispielsweise über das Zahlungssystem SWIFT und ihre Korrespondenzbanken an den zahlungsempfangenden Exporteur bargeldlos als Auslandsüberweisung weiterleiten (englisch clean payment). Außerdem tauschen sie Fremdwährungen in Inlandswährung und umgekehrt, übernehmen Außenhandelsfinanzierungen und führen Sicherungsgeschäfte durch.

## DDR

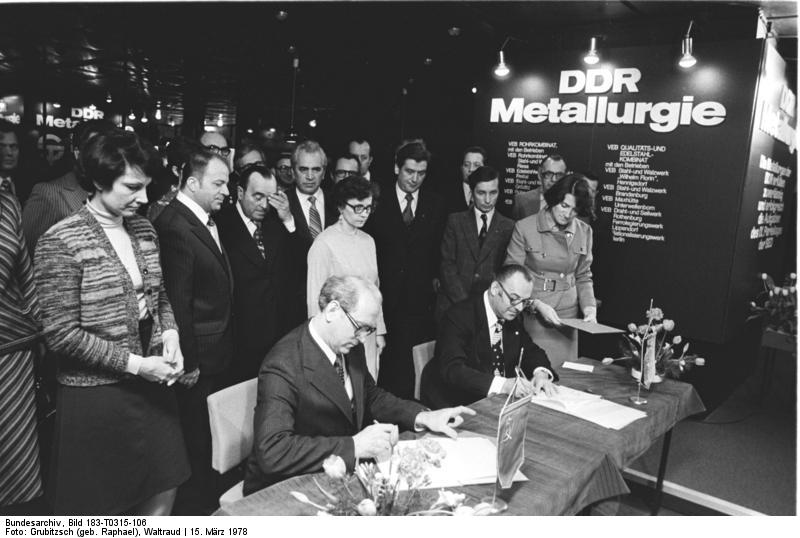
Vertragsabschlüsse wurden meist öffentlichkeitswirksam auf der Leipziger Messe abgeschlossen. Hier 1978 durch den damaligen Generaldirektor Georg Süptitz des VE AHB Metallurgiehandel, vorne rechts.

Außenhandelsbetriebe (bis 1968: Außenhandelsunternehmen) waren die regulär für den Außenhandel der DDR zuständigen Institutionen des Staates. Mitte der 1980er Jahre existierten etwa 50–60 AHB, von denen jeder – zur Vermeidung von Konkurrenzsituationen – ein jeweils fest definiertes Wirtschaftssegment abdeckte.
Allgemeines
Der Import wurde mit Rücksicht auf das Außenhandelsmonopol der DDR stets von einem Außenhandelsbetrieb (AHB) vorgenommen. Dafür musste ein Antrag beim Ministerium für Innerdeutschen Handel, Außenhandel und Materialversorgung gestellt werden, der die gewünschte Ware genau bezeichnete. Der Importantrag wurde direkt an den Bereich Kommerzielle Koordinierung gerichtet, der einen AHB auswählte und mit dem Import beauftragte.
Außenhandelsbetriebe waren als volkseigener Betrieb (VEB) direkt dem  Ministerium unterstellt. Rechtsfragen regelte die Außenhandelsbetriebe-Verordnung (AHB-VO) vom 10. Januar 1974, die auch Aufgaben und Einbindung der AHB in die Volkswirtschaft der DDR normierte. Im Rahmen des Exports hatte der AHB die Exportverträge entsprechend den Vereinbarungen im Koordinierungsvertrag und im Exportkommissionsvertrag sowie entsprechend den Angeboten des Exportbetriebes abzuschließen. Der AHB war verpflichtet, die Zahlungsfähigkeit des ausländischen Partners vor Abschluss des Exportvertrages zu prüfen, die Zahlung zu sichern und trug das Risiko für die Zahlung des Verkaufspreises.
Auswahl volkseigener Außenhandelsbetriebe der DDR in den 1980er Jahren

Logo des VE AHB Transportmaschinen Export-Import

- Buchexport VE AHB, Leipzig (Bücher),
- Chemie VE AHB, Berlin (Ost) (Außenhandel für 12 Kombinate der chem. Industrie, u. a. VEB Chemisches Kombinat Wolfen (ORWO-Filme))
- DEFA-Außenhandel VE AHB, Berlin (Ost) (Filmproduktionen)
- Elektronik VE AHB, Berlin (Ost) (u. a. Produkte von Carl Zeiss Jena)
- FORTSCHRiTT Landmaschinen Export-Import VE AHB, Berlin (Landmaschinen)
- Fruchtimex VE AHB, Berlin (Ost) (Früchte, Gemüse, Tomaten)
- Heimelectric VE AHB, Berlin (Ost) (elektrische Haushaltsgeräte)
- Intercoop VE AHB, Berlin (Ost) (wissenschaftlich-technische Leistungen, Studienplätze)
- Limex-Bau Export-Import, VE AHB der DDR (Baustoffe)
- Novum
- Polygraph VE AHB, Berlin (Ost) (polygraphischer Maschinenbau)
- SKET VE AHB, Berlin (Ost) (Schwermaschinenbau)
- Spielwaren und Sportartikel VE AHB, Berlin (Ost) (u. a. Freizeitprodukte wie Zelte und Faltboote)
- TAKRAF VE AHB, Berlin (Ost) (Berg- und Tagebau)
- TEXTIMA VE AHB, Berlin (Ost) (Textilmaschinenbau)
- Transportmaschinen Export-Import VE AHB, Berlin (Ost) (Fahrräder, Krafträder, Personen- und Lastkraftwagen)
- WMW VE AHB, Berlin (Werkzeugmaschinen und Werkzeuge)
- AHB Metallurgiehandel
- Zentrales Büro für Internationalen Lizenzhandel der DDR (ZLB), Berlin (Ost) (Technologietransfer, Consulting)

Die Außenhandelsfinanzierung der AHB erfolgte in großem Umfang durch die Deutsche Außenhandelsbank.